# Rue de la Paix (film)
Pour les articles homonymes, voir Rue de la Paix.
Rue de la Paix est un film français réalisé par Henri Diamant-Berger et sorti en 1927.

## Synopsis
Un couturier est amoureux d'un mannequin, qui finit par créer sa propre maison de couture, avec l'aide d'un millionnaire qui est aussi amoureux d'elle.

## Fiche technique
- Réalisation : Henri Diamant-Berger
- Scénario : d'après la pièce de Abel Hermant et Marc de Toledo
- Production :  Films Diamant, Natan Productions
- Image : Maurice Guillemin, René Guissard
- Date de sortie : 21 octobre 1927

## Distribution
- Andrée Lafayette : Thérèse - un mannequin
- Suzy Pierson : Mady - la directrice
- Malcolm Tod : Laurent Baudry
- Flore Deschamps : L'arpète
- Léon Mathot : Ally - un millionnaire
- Armand Bernard : Abramson
- Jules Moy : Robert
- De Chavardez : Le couturier Dufour